# Farnborough (Warwickshire)
Pour les articles homonymes, voir Farnborough (homonymie).
Farnborough est un village et une paroisse civile du district de Stratford-on-Avon dans le Warwickshire en Angleterre.
Sa population était de 265 habitants en 2011.